# Tony Plana
José Antonio Plana (La Habana; 19 de abril de 1952), conocido como Tony Plana, es un actor y director cubano-estadounidense. Es conocido por interpretar al padre de Betty Suárez, Ignacio Suárez, en el programa de ABC Ugly Betty.

## Biografía
Plana nació en La Habana. Su familia se mudó a Miami en 1960. Es un graduado de la Universidad Loyola Marymount y se entrenó en actuación en la Royal Academy of Dramatic Art en Londres, Reino Unido. Ha estado casado con la actriz Ada Maris desde 1988 y tienen dos hijos.

## Carrera
Aunque se le conoce a un amplio público por sus papeles en películas y televisión, Plana también es conocido por sus habilidades en la actuación y dirección para escenario. Ha creado y dirigido un número de producciones de trabajos de Shakespeare para un público minoritario y ha estado activo en teatros comunitarios de Los Ángeles y Nueva York, incluyendo apariciones en Broadway y en el teatro público de Nueva York. Originó el papel de Rudy en la producción de la obra de Luis Valdez Zoot Suit.
Plana ha actuado, dirigido, y escrito para series de televisión, miniseries, y especiales como Hill Street Blues, Star Trek: Deep Space Nine, Resurrection Boulevard, Commander in Chief, CSI: Crime Scene Investigation, The West Wing, 24, Cagney & Lacey y otras más.
Plana ha actuado en películas como An Officer and a Gentleman, Three Amigos!, Goal!, Lone Star, y otras. Es conocido como la voz de Manny Calavera en el juego Grim Fandango.
Plana, participó en la serie web  'Los Americans'  (2011), que se caracteriza por tener un enfoque multigeneracional, una familia de inmigrantes de clase media que vive en Los Ángeles, California. Durante la serie, participó con Esai Morales, Lupe Ontiveros, JC Gonzalez, Raymond Cruz, Yvonne DeLaRosa y Ana Villafañe.
Plana enseña actuación en California State University, Dominguez Hills y Rio Hondo College.

## Política
Tony Plana es actualmente voluntario como un portavoz por la Reforma Integral de Inmigración.

## Premios
Ganador
- Premios Satellite por Mejor Actor en un Papel de Reparto en una Serie, Mini-serie, o Película Hecha para Televisión por su papel como "Ignacio Suarez", Ugly Betty, el 17 de diciembre de 2006.[4]

Nominaciones
- Premios del Sindicato de Actores: Premio por Mejor Elenco - Serie de Comedia para: Ugly Betty (2006).
- Premios ALMA: Mejor Actor en una Serie de Televisión por: Resurrection Blvd. (2002)
- Premios ALMA: Mejor Actor en una Nueva Serie de Televisión por: Resurrection Blvd. (2001)
- Premios Bravo: Mejor Actor en una Película por: Lone Star (1996).

## Filmografía (parcial)
| - Zoot Suit (1981) - Madame X (1981, telefilm) - An Officer and a Gentleman (1982) - El Norte (1983) - Valley Girl (1983) - Latino (1985) - Salvador (1986) - ¡Three Amigos! (1986) - Born in East L.A. (1987) - Romero (1989) - The Case of the Hillside Stranglers (1989) - Habana (1990) - The Rookie (1990) - JFK (1991) - One Good Cop (1991) | - Nixon (1995) - Lone Star (1996) - One Eight Seven (1997) - Primal Fear (1997) - Let the Devil Wear Black (1999) - Picking Up the Pieces (2000) - Half Past Dead (2002) - ¡Fidel! (2002) - The Lost City (2005) - Goal! (2005) - El Muerto (2007) - Life Is Hot in Cracktown (2009) - Change Your Life! (2009) - Roman J. Israel, Esq. (2017) - One Day at a Time (2018) - La Red Avispa (2019) |